# Casa de raport de pe str. Mihail Kogălniceanu, 36a (Chișinău)
Casa de raport de pe str. Mihail Kogălniceanu, 36a este o clădire amplasată pe str. Mihail Kogălniceanu, 36a în Chișinău, Republica Moldova. Este un monument arhitectural de importanță națională inclus în Registrul monumentelor Republicii Moldova ocrotite de stat cu nr. 84 (municipiul Chișinău). Datează din anii 1930.